# Cappella di Aleksandr Nevskij
La chiesa di Aleksandr Nevskij (in russo Церковь святого Александра Невского?), nota più semplicemente come Cappella, è un edificio di culto sito nel Parco di Aleksandra della reggia di Peterhof, in Russia. Fu costruita nel XIX secolo in stile
neogotico come cappella privata della famiglia Romanov.

## Storia e descrizione

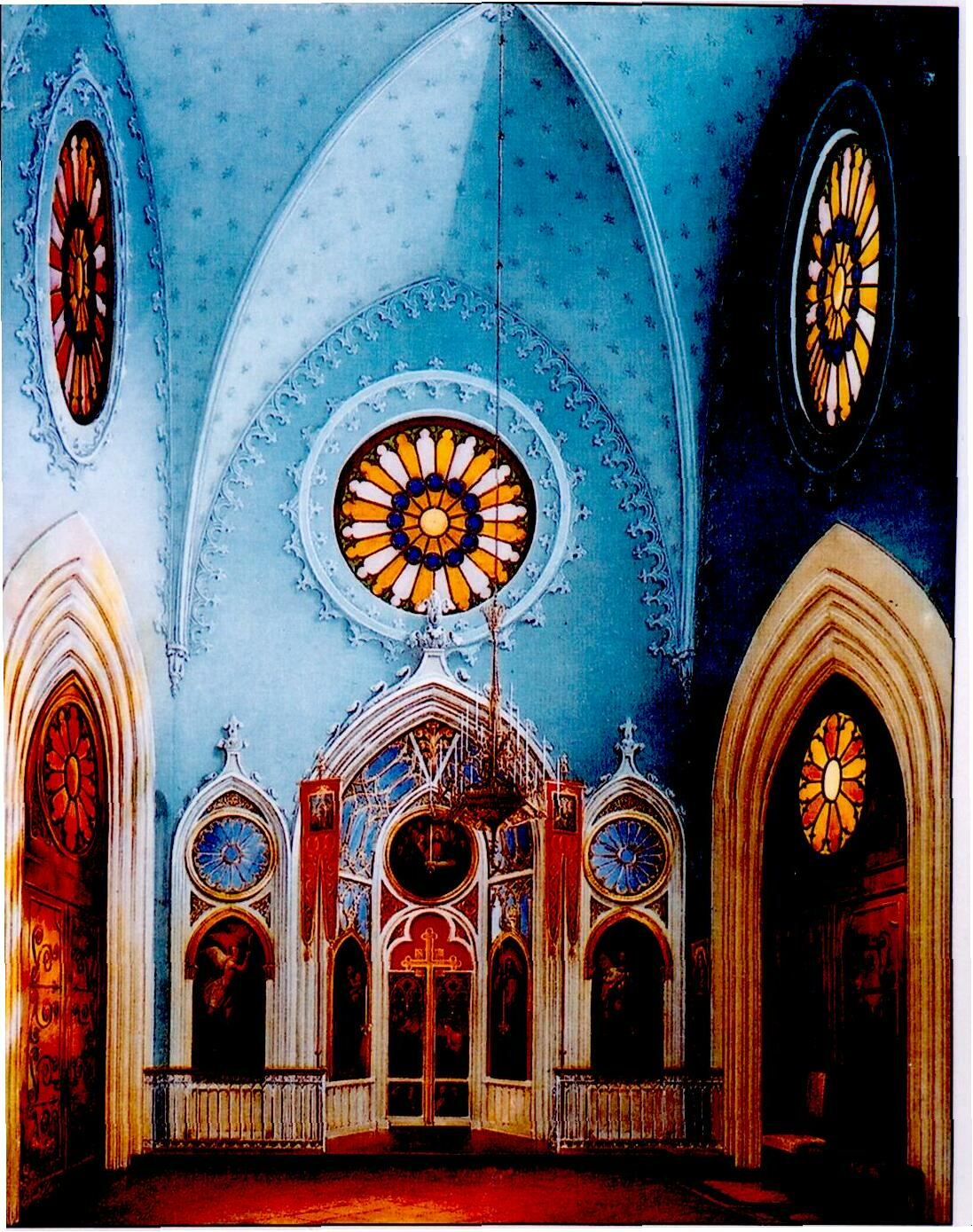
L'interno della cappella

Nel 1829, dopo il completamento del Palazzo Cottage nel Parco di Aleksandra, si ritenne necessario costruire anche una cappella. Fu lo zar Nicola I in persona a scegliere il punto in cui edificare la struttura. La realizzazione del progetto fu affidata all'architetto prussiano Karl Friedrich Schinkel, mentre la direzione dei lavori spettò allo scozzese Adam Menelaws. Dopo la morte di quest'ultimo nel 1831 la direzione passò nelle mani di Ludwig Charlemagne.
La cerimonia di posa della prima pietra ebbe luogo il 24 maggio 1831 alla presenza dell'arciprete Nikolaj Muzovskij. La cappella fu ultimata all'inizio dell'estate del 1834. Il 3 luglio dello stesso anno fu consacrata in onore del santo ed eroe nazionale russo Aleksandr Nevskij. Divenne usualmente adibita alle funzioni religiose della famiglia imperiale durante le vacanze estive.
A seguito della rivoluzione d'ottobre, nel 1918, la cappella subì la chiusura. Nel 1920 fu provvisoriamente trasformata in un museo, ma solo nel 1933 iniziò ad ospitare una mostra permanente sulla storia del Parco di Aleksandra.
L'edificio fu gravemente danneggiato nel corso della seconda guerra mondiale. I lavori di restauro ebbero luogo solo negli anni settanta. Nel 1999, a seguito di un nuovo restauro, la cappella tornò ad ospitare un museo. Nel 2003 ebbe luogo un ulteriore restauro e nel 2006 l'edificio fu consacrato dal metropolita dell'eparchia di San Pietroburgo e Ladoga Vladimir Kotljarov. Il 26 settembre 2006 la cappella ospitò per qualche giorno la salma della zarina Marija Fëdorovna, restituita dal governo della Danimarca, prima della definitiva sepoltura nella cattedrale dei Santi Pietro e Paolo di San Pietroburgo.
Uno dei dettagli estetici maggiormente significativi della cappella è rappresentato dalle statue realizzate dallo scultore Vasilij Demut-Malinovskij. L'iconostasi originaria fu realizzata da Timofej Neff.